# Ocells del llac Estimfal
Els ocells del llac Estimfal o aus estimfàlides, segons la mitologia grega, eren uns ocells consagrats al déu Ares que causaven grans danys: atacaven els homes amb els seus becs de bronze i les seves plomes de metall que usaven com a arma, a qui devoraven després de morts; arruïnaven les collites amb els seus excrements tòxics i impedien que els altres animals prosperessin.
Segons la llegenda, s'havien refugiat a un llac cobert de vegetació anomenat Estimfali, situat a prop de la ciutat d'Estimfal, a l'Arcàdia, per por de ser presa dels llops.
Un dels dotze treballs d'Hèracles va ser fer-los fora, però havien procreat en un nombre massa elevat per matar-los d'un en un. Per això la deessa Atena va donar-li un cascavell de bronze màgic que feia un soroll espaordidor i Hèracles el va fer sonar fins que les aus van marxar del llac, matant-ne algunes en la seva fugida. La història vol subratllar que l'heroi a més a més de força tenia enginy.
Els ocells aleshores es van instal·lar a Euxí, on els van trobar els argonautes.